# Samuel Augustus Rogers
Pour les articles homonymes, voir Samuel Rogers et Rogers.
Samuel Augustus Rogers (février 1840-4 juin 1911) est un homme politique canadien de la Colombie-Britannique. Il est député provincial indépendant de la circonscription britanno-colombienne de Cariboo de 1890 à 1898 et comme député conservateur de 1900 à 1903.

## Biographie
Né en Irlande, Rogers s'installe avec ses parents dans le Canada-Ouest en 1844 et étudie dans le comté de Prince Edward. Il s'installe ensuite en Colombie-Britannique et sert comme shérif du district de Cariboo-Lillooet. À Barkerville, il est directeur de l'Hôpital de Cariboo.
Rogers meurt à Barkervilleen 1911 à l'âge de 71 ans.